# Chuangmu
Chuangmu is de taoïstische godin van de bedden. Zij is de beschermgodin van zwangere moeders.

## Verhaal
Volgens een mythe leefde er een scholier met de familienaam Guo die tijdens zijn weg naar de hoofdstad om een keizerlijke ambtenarenexamen te doen een jonge vrouw die waaiers verkocht, ontmoette. Ze werden verliefd op elkaar. Guo werd ziek en overleed. Omdat de vrouw bang was dat anderen wisten van hun relatie, verstopte ze het lijk van de scholier onder haar bed. Later bleek de vrouw zwanger te zijn van Guo. Om de geest van Guo gunstig te stemmen, offerde ze vaak voedsel en wijn aan hem op het bed. Mensen die dat zagen, vroegen haar waarom ze dit deed. Als antwoord gaf ze dat ze de godin der bedden aanbad, zodat haar kind snel zou opgroeien. Sindsdien is de verering van Chuang Mu aan de gang.

## Aanbidding
Chuang Mu is een van de goden van de leefomgeving die Chinezen aanbidden. Andere die vaak worden aanbeden zijn godheden van ramen, keukens, putten, deuren etc. Een derde van een mensenleven wordt doorgebracht op bed en daarom werd het bed belangrijk in het leven.
De godin der bedden wordt vooral aanbeden door de Taiwanezen. Op de tweede dag na de geboorte van een kind moeten gelovigen offeren aan Chuang Mu om haar te bedanken voor de goedgelopen bevalling. Chuang Mu wordt als beschermgodin gezien van alle mensen van nul tot vijftien jaar oud. Als een kind ziek is, wordt Chuang Mu aanbeden om het kind te genezen. Chuang Mu wordt vooral geëerd op het lantaarnfeest, qingming, drakenbootfeest, hongerige geestenfestival en chongyangfestival.
Op de zestiende verjaardag is een kind volwassen en wordt Chuang Mu voor het laatst aanbeden. Rond zes uur 's middags wordt er nasi met kip en wijn en een aparte stuk kippenpoot in een kom gedaan. Samen met een teiltje pinda's, een beker thee en een beker wijn wordt dit op het bed gelegd en geofferd aan de godin. Verder worden er godsdienstkaarsen en drie stokjes wierook gebrand. Er worden als afsluiting twaalf gouden godsdienstpapieren en kleding voor de godin verbrand.